# Chi Âu thạch nam
Erica  là một chi gồm khoảng 860 loài thực vật có hoa trong họ Âu thạch nam. Tên tiếng Anh phổ biến là "heath" và "heather", tên gọi này cũng liên quan rất gần với sự xuất hiện của chúng và loại đất mà chúng thích nghi mạnh. Chi Calluna trước đây cũng bao gồm trong Erica – nhưng có điểm khác biệt là lá của chúng nhỏ hơn (dài nhỏ hơn 2–3 mm), và đài hoa được chia thành những cánh hoa riêng biệt. Erica đôi khi được xem là "heather đông (hay xuân) " để phân biệt với Calluna (heather mùa hè (hay thu)). Loài hoa này được đặt tên cho một bài dân ca cùng tên nổi tiếng của Đức.

## Hình ảnh

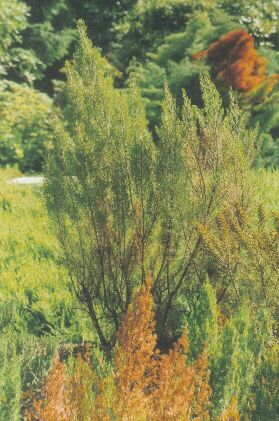
Erica arborea
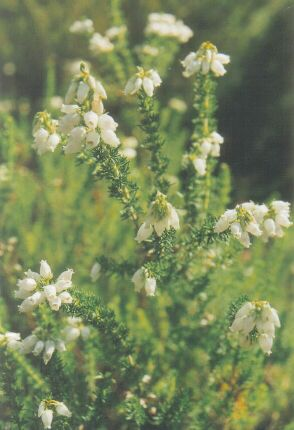
Erica cinerea
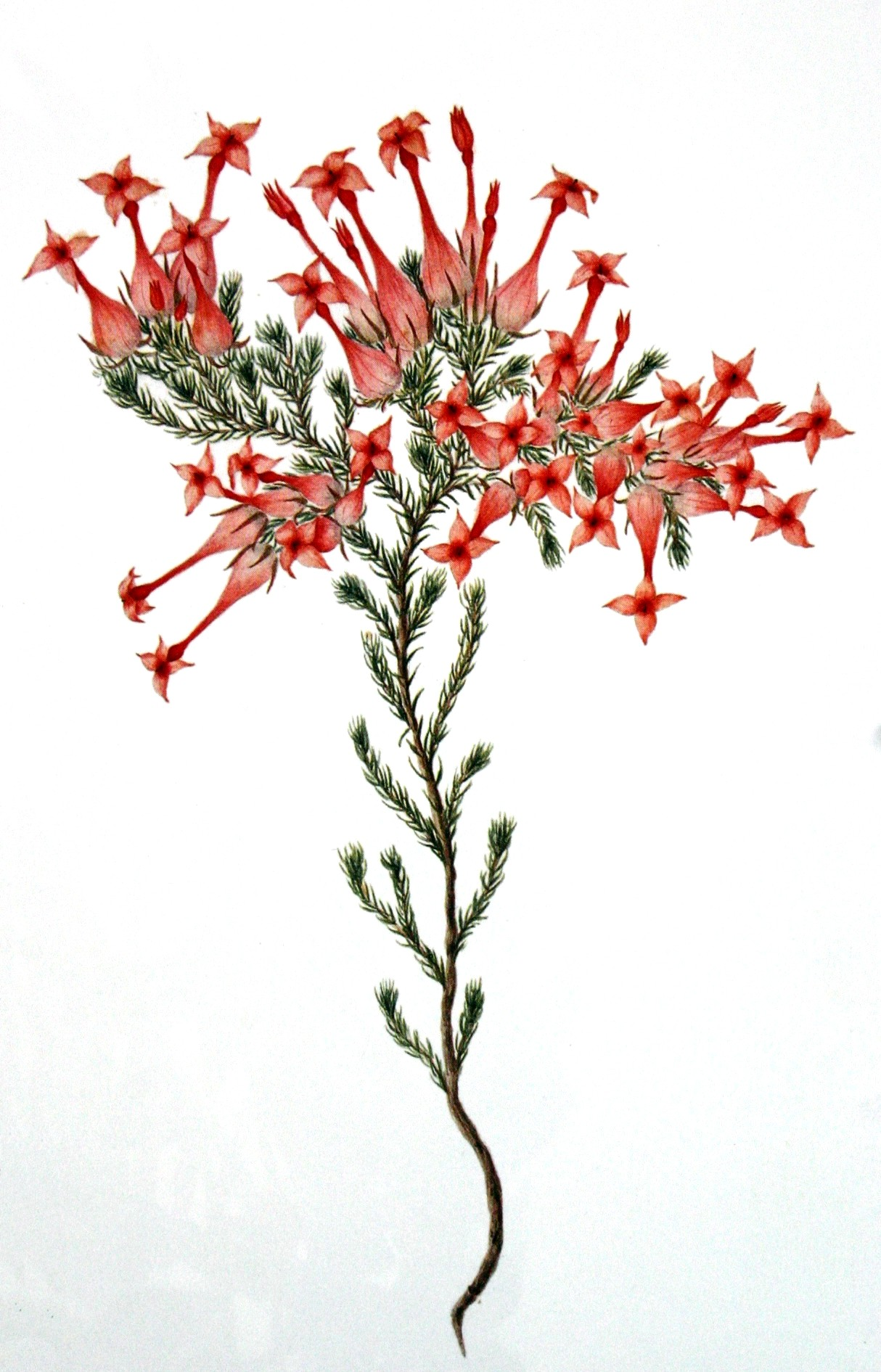
Erica junonia
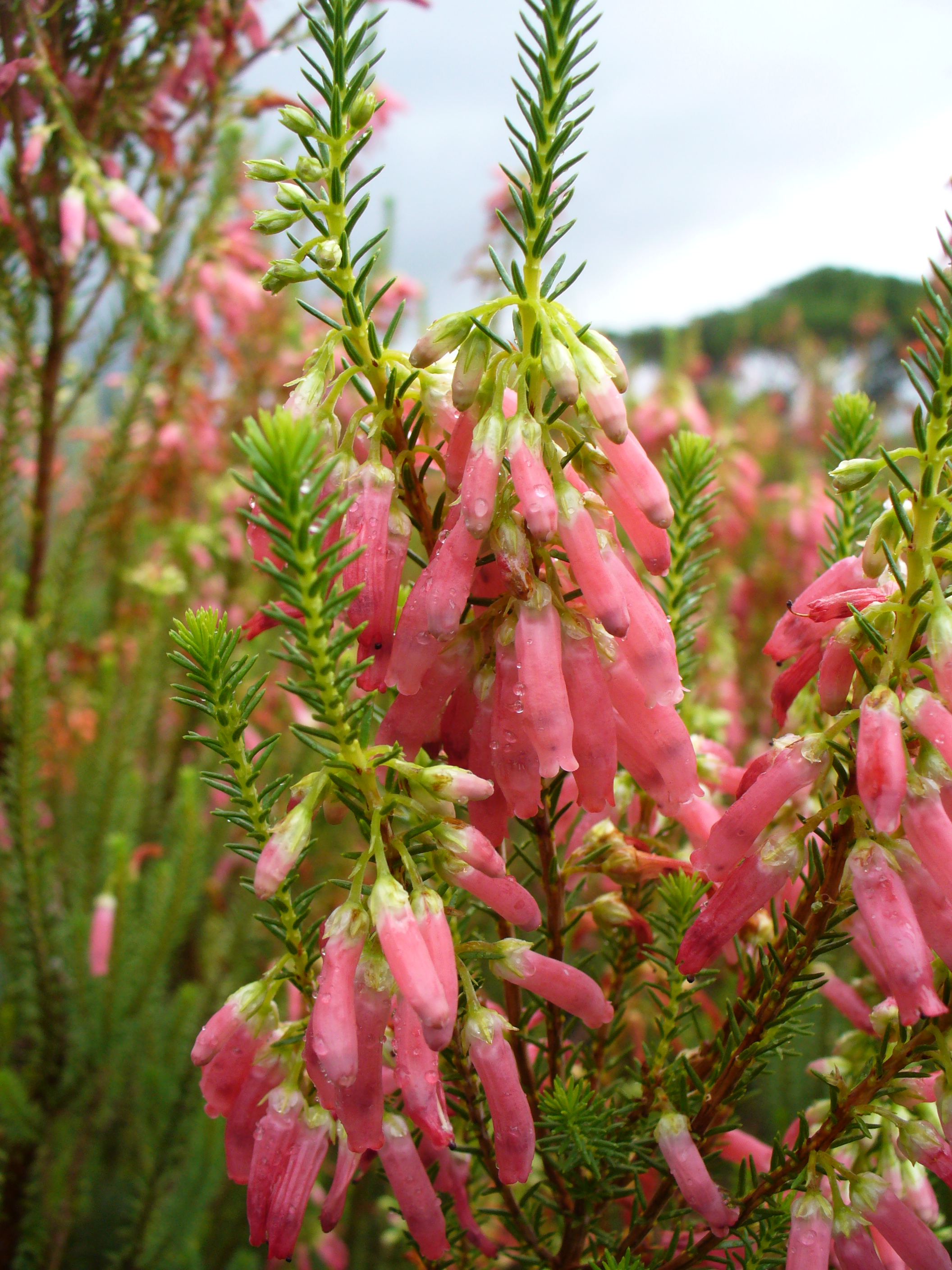
Erica mammosa
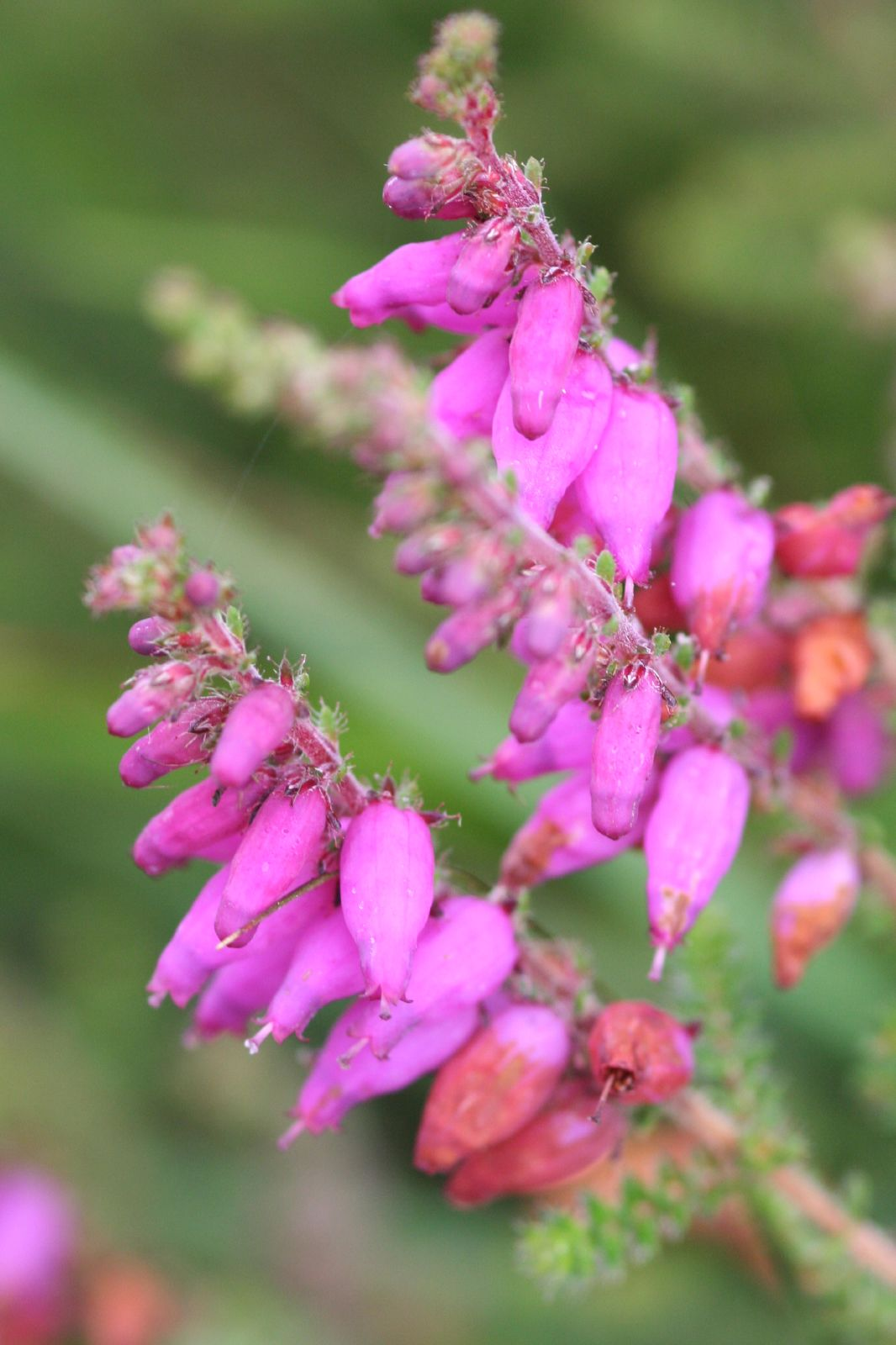
Erica ciliaris
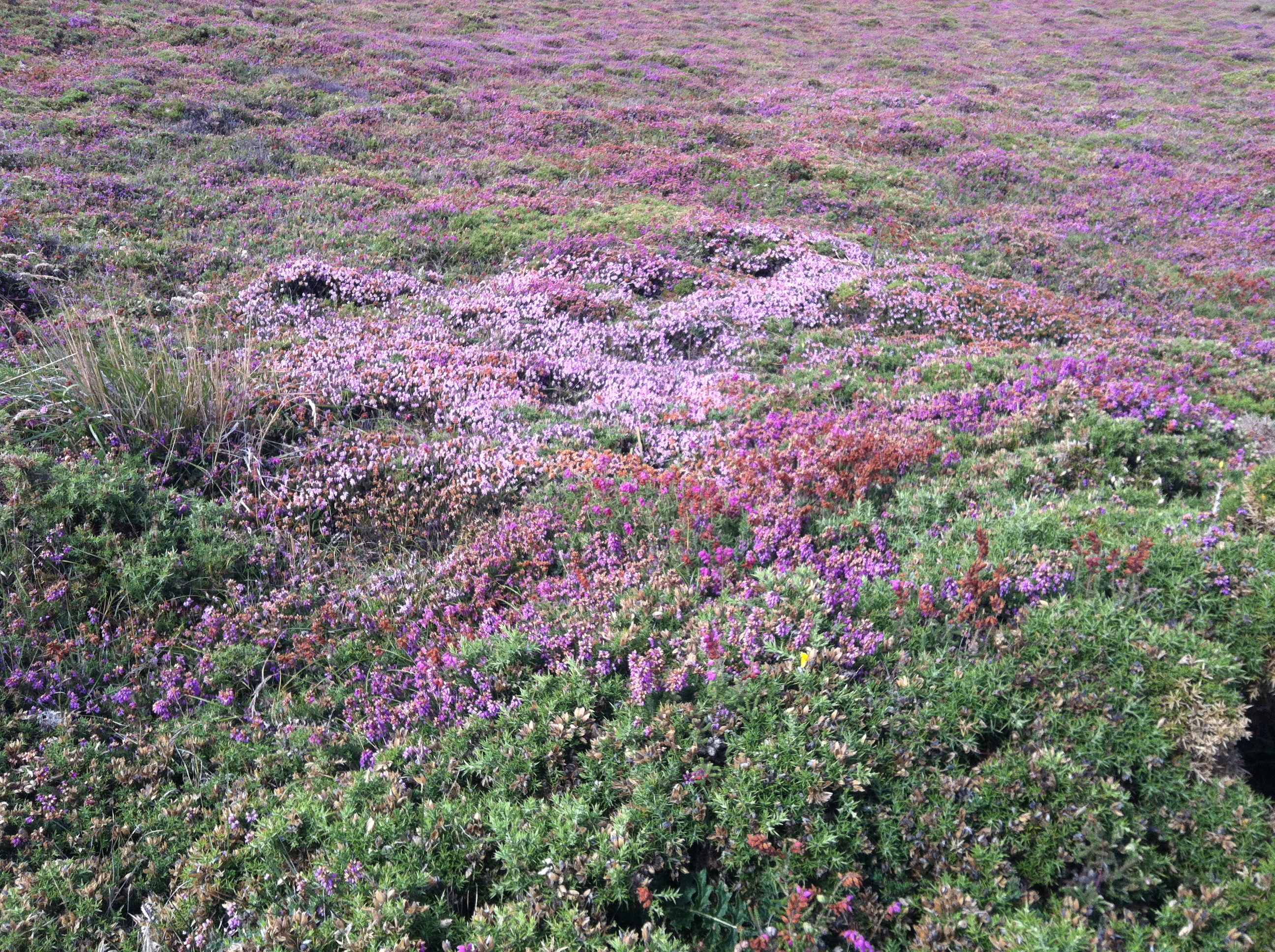
Cánh đồng Âu thạch nam ở Ortegal (Galicia).